# Colaphus joliveti
Colaphus joliveti é uma espécie de artrópode pertencente à família Chrysomelidae.